# ふとしたことです
『ふとしたことです』は川本真琴のセルフカバー・アルバム。2016年11月23日発売。発売元は日本コロムビア。

## 概要
本作は川本真琴がデビュー20周年を記念してリリースした初のセルフカバー・アルバム。アルバム・タイトルは、トクガワロマンが出した案がもととなっている。それまでに発表してきた楽曲の数々が川本のピアノによる弾き語りを中心とするシンプルなサウンドでレコーディングされている。デビュー曲「愛の才能」をはじめ、「1/2」「アイラブユー」「タイムマシーン」「gradation」といった各年代の代表曲を収録し、川本の約20年にわたる音楽活動を総ざらいするような内容となっている。また選曲はレコード会社の人間に一任された。
ピアノ弾き語りメインではあるものの、ストリングスなどの楽器が加えられている曲も多い。ピアノアレンジは以前に川本が弾き語りしたことのある「アイラブユー」「タイムマシーン」「1/2」および新曲「ふとしたことです」以外はピアニストの林正樹と葛岡みちに依頼した。レコーディングではそのアレンジされたものを川本自身が弾いている。ピアノ以外のアレンジは、沢田穣治 が、川本のレコーディングまでを終えた音源に手を加えた。

## 収録曲
| #   | タイトル                   | 作詞                     | 作曲              | 編曲                             | 時間 |
| --- | -------------------------- | ------------------------ | ----------------- | -------------------------------- | ---- |
| 1.  | 「アイラブユー」           | 川本真琴                 | 川本真琴          | 沢田穣治                         | 3:35 |
| 2.  | 「fish」                   | 川本真琴                 | 川本真琴・mabanua | 林正樹（ピアノ編曲）・沢田穣治   | 3:31 |
| 3.  | 「愛の才能」               | 川本真琴                 | 岡村靖幸          | 葛岡みち（ピアノ編曲）           | 4:41 |
| 4.  | 「gradation」              | 川本真琴                 | 川本真琴・mabanua | 林正樹（ピアノ編曲）             | 4:36 |
| 5.  | 「OCTOPUS THEATER」        | 川本真琴                 | 川本真琴          | 葛岡みち（ピアノ編曲）・沢田穣治 | 3:35 |
| 6.  | 「ドーナッツのリング」     | 川本真琴                 | 川本真琴          | 林正樹（ピアノ編曲）             | 5:42 |
| 7.  | 「やきそばパン」           | 川本真琴                 | 川本真琴          | 林正樹（ピアノ編曲）             | 4:00 |
| 8.  | 「タイムマシーン」         | 川本真琴                 | 川本真琴          | 沢田穣治                         | 4:52 |
| 9.  | 「ふとしたことです」(新曲) | 川本真琴・トクガワロマン | 川本真琴          | 沢田穣治                         | 3:12 |
| 10. | 「1/2」                    | 川本真琴                 | 川本真琴          | 沢田穣治                         | 6:21 |

### 楽曲クレジット
- 歌&ピアノ：川本真琴
- ピアノアレンジ：川本真琴、林正樹、葛岡みち
- ダビングアレンジ：沢田穣治（ショーロクラブ）